# 田兆钟
田兆钟（1937年6月8日—2018年4月1日）是中国男子三级跳运动员，教练员。

## 生平
田兆钟的父亲是黄县人田楚南，住在青岛东平路37号壬院二楼。田兆钟曾在青岛一中读初中，在初二的校运动会上就跳出了12米多的好成绩。高一时被调到上海体育学院，1955年入国家队。
1957年6月，田兆钟跟随中国青年体育代表团，参加了第六届世界青年与学生和平友谊联欢节第三届国际青年友谊运动会。1957年12月获得中国国家体委授予的“运动健将”称号。1964年5月，他再次荣获体委授予的“五好”运动员称号。1964年以16米58打破亚洲纪录。
1970年后，田兆钟出任国家队教练。他最得意的弟子是邹振先，创造了17.34米的新的亚洲纪录和全国纪录，并保持了28年之久。
2018年4月1日因病在北京去世，享年80岁。

## 三级跳成绩
| 日期          | 赛事                         | 地点                | 成绩    | 名次 | 参考            |
| ------------- | ---------------------------- | ------------------- | ------- | ---- | --------------- |
| 1955年4月     | 全国田径运动会               | 中国 上海           | 13.52 m | 4    | [ 7 ]           |
| 1957年9月     | 第二届国际田径运动会         | 东德 莱比锡         | 15.04 m | 銀牌 | [ 8 ]           |
| 1957年10月    | 全国田径运动会               | 中国 南京           | 15.09 m | 金牌 | [ 9 ]           |
| 1958年6月     | 全国夏季田径运动会           | 中国 上海           | 15.65 m | 金牌 | [ 10 ]          |
| 1959年4月     | 中捷田径队友谊赛             | 中国 北京           | 15.79 m | 金牌 | [ 11 ] [ 註 1 ] |
| 1959年9月     | 第一届全国运动会             | 中国 北京           | 15.82 m | 金牌 | [ 12 ]          |
| 1960年9月     | 第二届全国运动会             | 中国 北京           | 16.35 m | 金牌 | [ 7 ]           |
| 1961年6月17日 | 纪念库索辛斯基国际田径赛     | 波蘭 华沙           | ？      | 4    | [ 13 ]          |
| 1961年6月23日 | 第十届纪念罗西茨基国际田径赛 | 捷克斯洛伐克 布拉格 | 15.44 m | 金牌 | [ 14 ]          |
| 1961年7月2日  | 兹纳门斯基兄弟国际田径赛     | 苏联 莫斯科         | 15.93 m | 銅牌 | [ 15 ]          |
| 1963年11月    | 第一届新兴力量运动会         | 印度尼西亞 雅加达   | 16.04 m | 金牌 | [ 16 ]          |
| 1964年6月3日  | 北京某田径比赛               | 中国 北京           | 16.58 m | 金牌 | [ 4 ]           |
| 1966年11月    | 新兴力量运动会               | 柬埔寨 金边         | ？      | 銀牌 |                 |